# Cykelringen
Cykelringen er en række sammenhængende cykelgader i Aarhus, der tilsammen danner en ring i midtbyen.
Formålet med etableringen af Cykelringen var fra starten at skabe en "ringrute" for cyklister, hvor der i alle gader cykles i begge retninger og biltrafikken er begrænset.
Cykelringen havde allerede eksisteret som en skiltet cykelrute i midtbyen (rute 801) i flere år, da en af ringens gade, Mejlgade, som den første i Danmark blev omdannet til en cykelgade i 2011. Senere samme år blev også Frederiksgade indviet som cykelgade.
I maj 2017 kom turen så til resten af gaderne, som indgår i Cykelringen. Hele vejen rundt i Cykelringen har cyklisterne derfor nu førsteret på kørebanen og bilerne må vige.
Til Cykelringen er knyttet en række "porte", gader som forbinder selve Cykelringen med det øvrige cykelrutenet. Det drejer sig blandt andet om Frederiksgade, Grønnegade og Vestergade. Flere af de supercykelstier og officielle cykelruter, som stråler ud fra det indre Aarhus, har således deres udgangspunkt i Cykelringen.